# Kamienica Dawidowska w Krakowie
Kamienica Dawidowska (znana także jako Kamienica Łabędzkich) – zabytkowa kamienica znajdująca się w Krakowie, w dzielnicy I przy ulicy Floriańskiej 8, na Starym Mieście.

## Historia
Pierwsza kamienica w tym miejscu została wzniesiona prawdopodobnie w XV wieku. W połowie XVI wieku należała do wdowy Agnieszki Lipsziczowej, a w II połowie XVI wieku do Dawida Rottermella, który nadbudował ją o drugie piętro. W 1598 została podzielona pomiędzy ośmiu spadkobierców. Podział ten przetrwał do lat 70. XVII wieku, gdy cały budynek znalazł się w rękach Józefa Łańcuckiego. 3 lipca 1745 kamienica zawaliła się z powodu bardzo złego stanu technicznego.
Nowa kamienica została wzniesiona w ciągu kilku lat jako dwupiętrowa z attyką. Podczas rewizji urzędowej w 1776 była już nadrujnowana. Na przełomie XVIII i XIX wieku należała do Antoniego Jelonka, na którego zlecenie została odremontowana i przebudowana, otrzymała także nowy kamienny portal. W 1834 przeprowadzono przebudowę wnętrz dla Józefa i Reginy Schreiterów, a w 1850 odremontowano fasadę i wstawiono nowe okna na zlecenie Kaspra Sokołowskiego. W 1887 przebudowano wnętrza i dach według projektu Teodora Talowskiego. W 1908 zaadaptowano strych na mieszkania. Podczas tej przebudowy powiększono okna strychowe, przerywając ciągłość dolnego gzymsu attyki. W II połowie XX wieku, podczas remontu konserwatorskiego przywrócono stan pierwotny fasady, zmniejszając okna i przywracając ciągłość gzymsu.
25 czerwca 1931 kamienica została wpisana do rejestru zabytków. Znajduje się także w gminnej ewidencji zabytków.

## Architektura
Kamienica ma cztery kondygnacje. Fasada jest dwuosiowa. W pierwszej osi parteru znajduje się neogotycki kamienny portal o łukowym zwieńczeniu. Okna pierwszego piętra ozdobione zostały trójkątnymi frontonami, zaś okna drugiego piętra – gzymsami. Pomiędzy oknami drugiego piętra zachował się zarys wcześniejszego, średniowiecznego otworu okiennego. Budynek wieńczy attyka.
We wnętrzach kamienicy zachowały się żelazne schody z drewnianymi stopniami, zaprojektowane przez Teodora Talowskiego w 1887.